# Рагено, Гастон
Гастон Рагено (фр. Gaston Ragueneau; 10 октября 1881, Лион — 14 июля 1978) — французский легкоатлет, серебряный призёр летних Олимпийских игр 1900.
На Играх Рагено участвовал только в командной гонке на 5000 м. Он занял в ней четвёртое место, но в сумме всех набранных очков его команда заняла второе место, и Рагено получил серебряную медаль.
Также он участвовал в летних Олимпийских играх 1908 в Лондоне в беге на 1500 м, 5 миль и 3200 с препятствиями, но он не смог финишировать во всех полуфиналах и пройти дальше.